# Спеціальна економічна зона
Спеціа́льна економі́чна зо́на (СЕЗ) в Україні — територія, в межах якої відповідним законом України встановлюється і діє спеціальний правовий режим господарської діяльності та спеціальний порядок застосування і дії законодавства України. На її території запроваджуються пільгові митні, валютно-фінансові, податкові та інші умови економічної діяльності національних та іноземних юридичних і фізичних осіб.
Під промислово-виробничою особливою економічною зоною варто розуміти ділянку території площею не більше 20 км², на якій її резидент має право здійснювати:
- Виробництво та (або) переробку товарів (продукції), а також їх реалізацію, за винятком видобутку корисних копалин і металургійного виробництва;
- Переробку корисних копалин та брухту чорних і кольорових металів;
- Виробництво та переробку підакцизних товарів (виняток становлять легкові автомобілі і мотоцикли).

Техніко-впроваджувальною зоною визнають ділянки території (кількістю не більше двох) загальною площею не більше 2 км², на яких резиденти мають право здійснювати діяльність по створенню та реалізації науково-технічної продукції, доведення її до промислового застосування (включаючи виготовлення, випробування і реалізацію дослідних партій), а також діяльність по створенню програмних продуктів, систем збору, обробки і передачі даних, систем розподілених обчислень і наданню послуг з впровадження та обслуговування таких продуктів і систем.

## Перелік спеціальних економічних зон
Станом на лютий 2022 р. в Україні функціонувало 7 спеціальних економічних зон:
|    | Назва СЕЗ                                          | Територія                                            | Площа  | Початок роботи | Термін дії |
| -- | -------------------------------------------------- | ---------------------------------------------------- | ------ | -------------- | ---------- |
| 1. | Спеціальна економічна зона «Донецьк»               | м. Донецьк, Донецька обл.                            | 466 Га | 21.07.1998 р.  | 60 років   |
| 2. | Спеціальна економічна зона «Азов»                  | м. Маріуполь, Донецька обл.                          | 315 Га | 21.07.1998 р.  | 60 років   |
| 3. | Спеціальна економічна зона «Закарпаття»            | Ужгородський та Мукачівський р-ни, Закарпатська обл. | 737 Га | 09.01.1999 р.  | 30 років   |
| 4. | Спеціальна економічна зона «Миколаїв»              | м. Миколаїв, Миколаївська обл.                       | 865 Га | 01.01.2000 р.  | 30 років   |
| 5. | Спеціальна (вільна) економічна зона «Порто-Франко» | м. Одеса, Одеська обл.                               | 32 Га  | 01.01.2000 р.  | 25 років   |
| 6. | Спеціальна економічна зона «Порт Крим»             | м. Керч, Автономна Республіка Крим                   | 27 Га  | 01.01.2000 р.  | 30 років   |
| 7. | Спеціальна економічна зона «Рені»                  | м. Рені, Одеська обл.                                | 94 Га  | 17.05.2000 р.  | 30 років   |